# Lamis Mezough
 (avril 2025).
Lamis Mezough, née le 6 juin 2004 à Saïda, est une gymnaste rythmique algérienne.

## Carrière
Lamis Mezough remporte trois médailles de bronze aux championnats d'Afrique de gymnastique rythmique 2020 (en groupe au général, en groupe 5 ballons et en groupe 3 cerceaux + 2 massues).